# Virgen de la cortina
La Virgen de la cortina, en italiano Madonna della Tenda, o Madonna con il Bambino e San Giovannino, es una pintura del artista renacentista italiano Rafael Sanzio, que data de 1514. Es una pintura al óleo sobre tabla con unas dimensiones de 65,8 centímetros de alto y 51,2 cm de ancho. Se conserva en la Alte Pinakothek de Múnich, Alemania.
Muestra a Virgen abrazando al Niño Jesús, mientras san Juanito los mira. El dibujo de la pintura se parece al de la Virgen de la silla, de la misma época.
La obra, perteneciente a la Colección Real española, se hallaba en el Real Monasterio de San Lorenzo de El Escorial, pero fue robada durante la Guerra de la Independencia. En 1813 fue llevada a Inglaterra por el marchante William Buchanan, quien al año siguiente la vendió al rey Luis I de Baviera.